# Adam Wikman
Adam Wikman, född 15 december 2003, är en svensk fotbollsspelare som spelar för IK Sirius. 

## Karriär
Adam Wikman debuterade för IK Sirius den 20 oktober 2022, i ett allsvenskt möte mot Hammarby IF.  I december 2022 skrev han på ett kontrakt med IK Sirius varande fram tills 2027. Den 19 juli 2024 gjorde Wikman sitt första Allsvenska mål för IK Sirius, i en 3-4 förlust mot Malmö FF. I december 2024 förlängde Wikman kontraktet med IK Sirius över säsongen 2029.  I februari 2025 tilldelades Wikman kaptensbindel i IK Sirius.
Utöver framträdandena i Blåsvart har Wikman dessutom varit uttagen till det svenska landslaget på såväl P18 som P20-nivå.

## Personligt
Adam Wikman är son till fotbollstränaren Magnus Wikman och bror till fotbollsspelaren Samuel Wikman. Wikman stavar sitt namn med dubbel-w, även om det i folkbokföringen stavas med enkel-v.